# Parc national Tcharivna Havan
Le parc national Tcharivna Havan  (en ukrainien : Націона́льний приро́дний парк «Чарі́вна га́вань) est une aire protégée ukrainienne en Crimée sur la péninsule de Tarkhankout du raïon de Tchornomorské.

## Histoire
Le parc national a été créé le 11 décembre 2009.

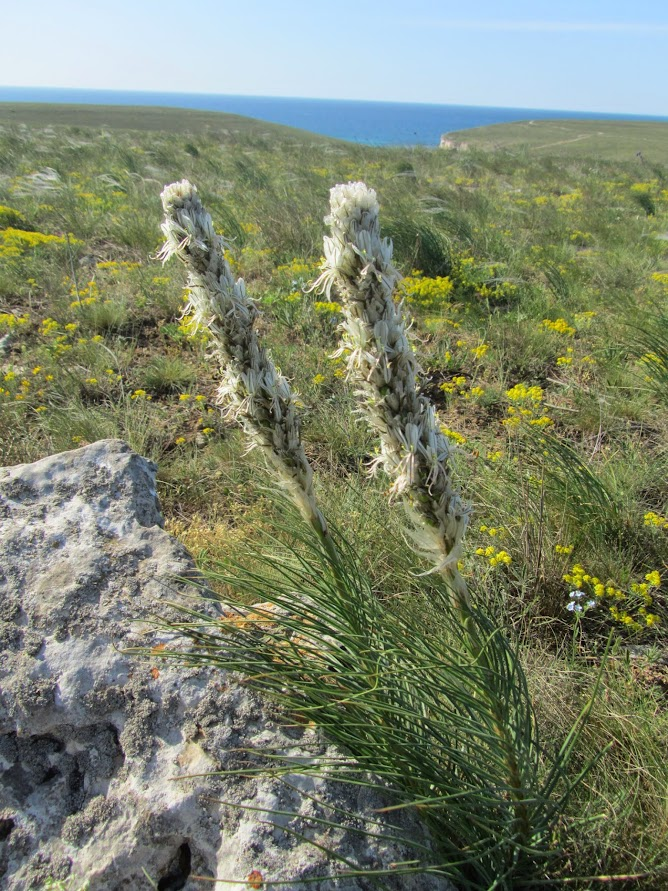
La lande.

## Description
Le parc est constitué de plusieurs zones protégées :
- Balka Velikiy Kastel,
- Zone protégée d'importance locale Atlesh,
- Réserve paysagère d'importance locale Côte du glissement de terrain de Djangoul.

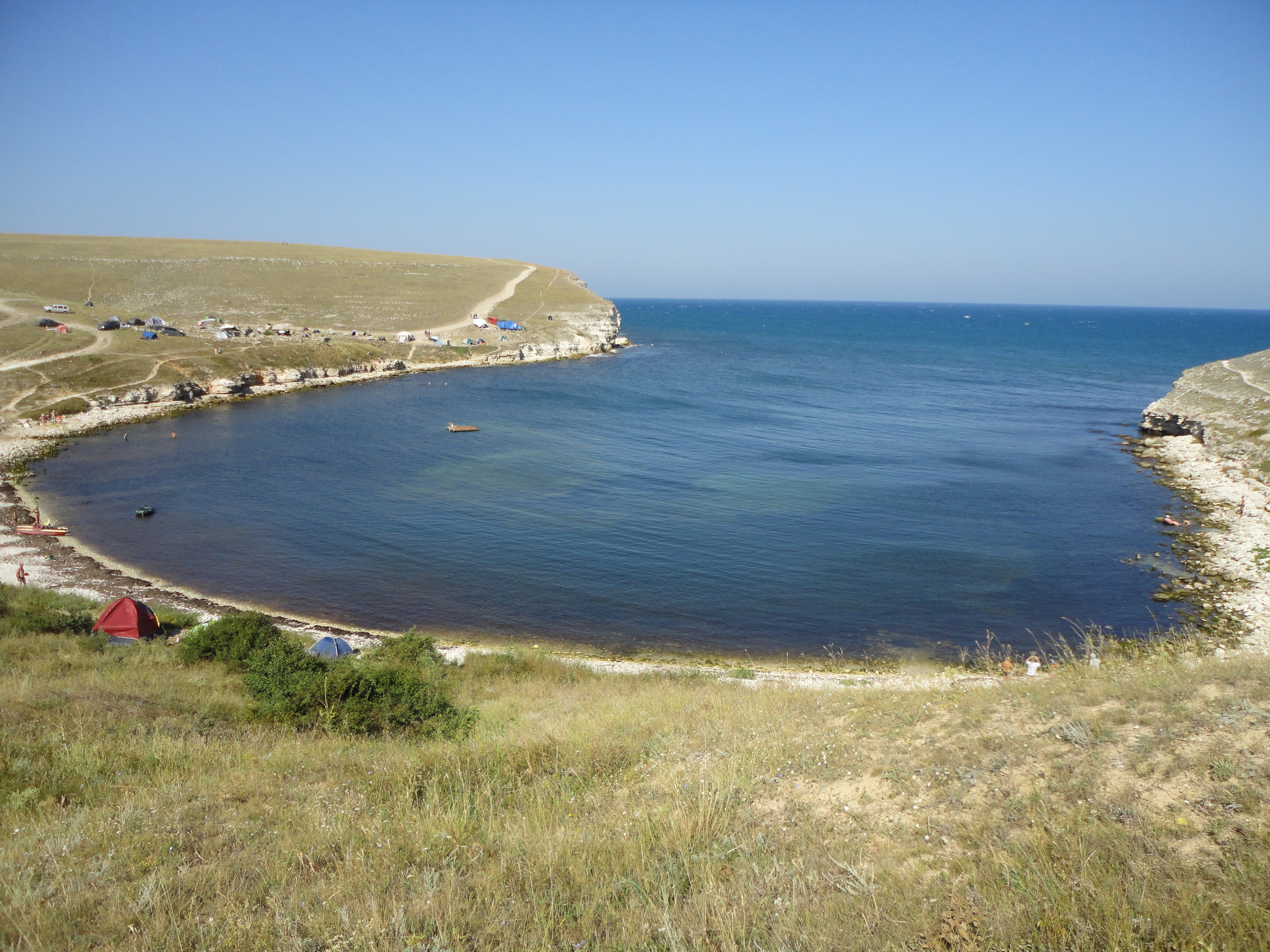
L’arroyo Velikiy kastel classé[1],
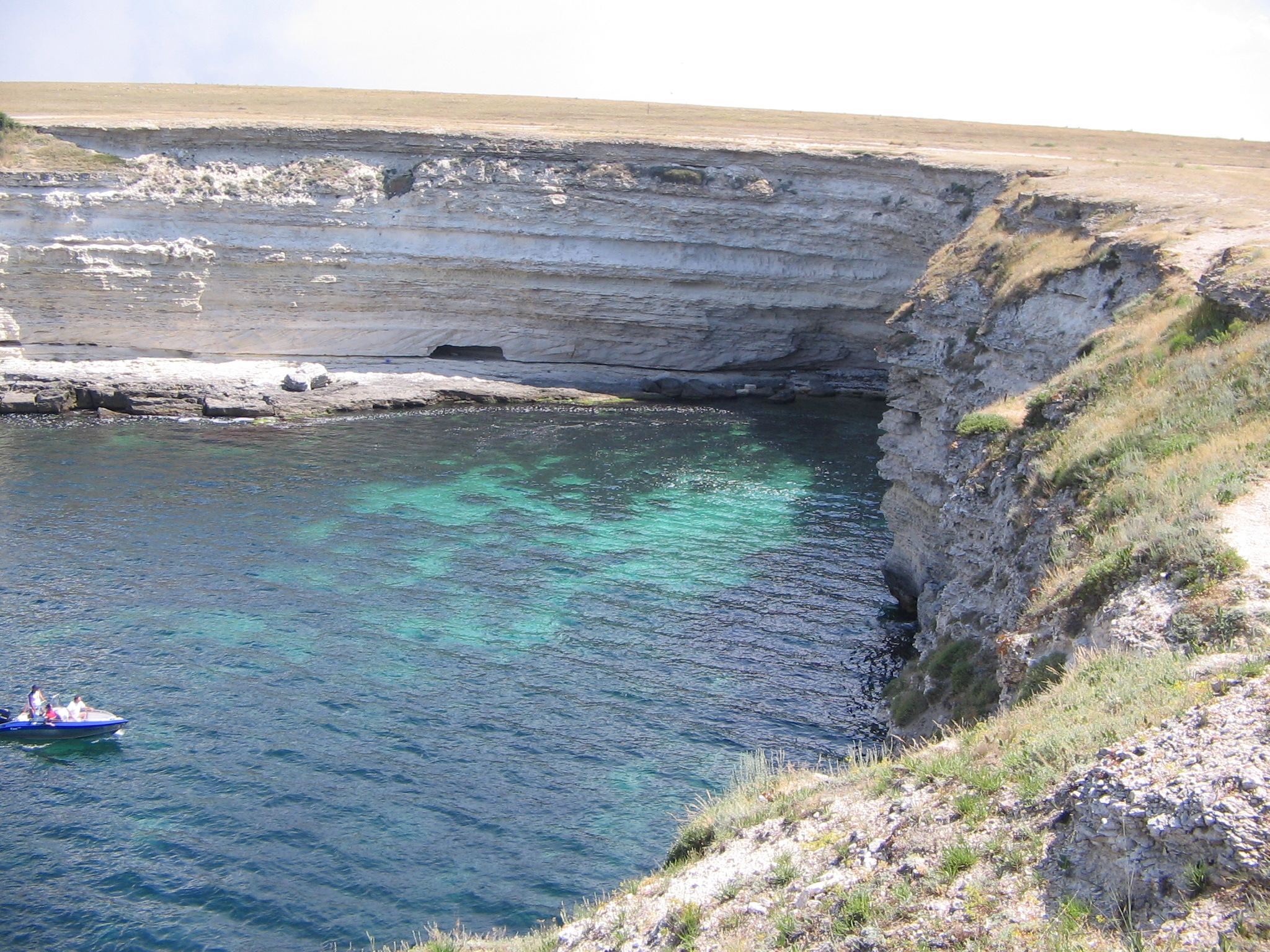
la cote Atlesh,
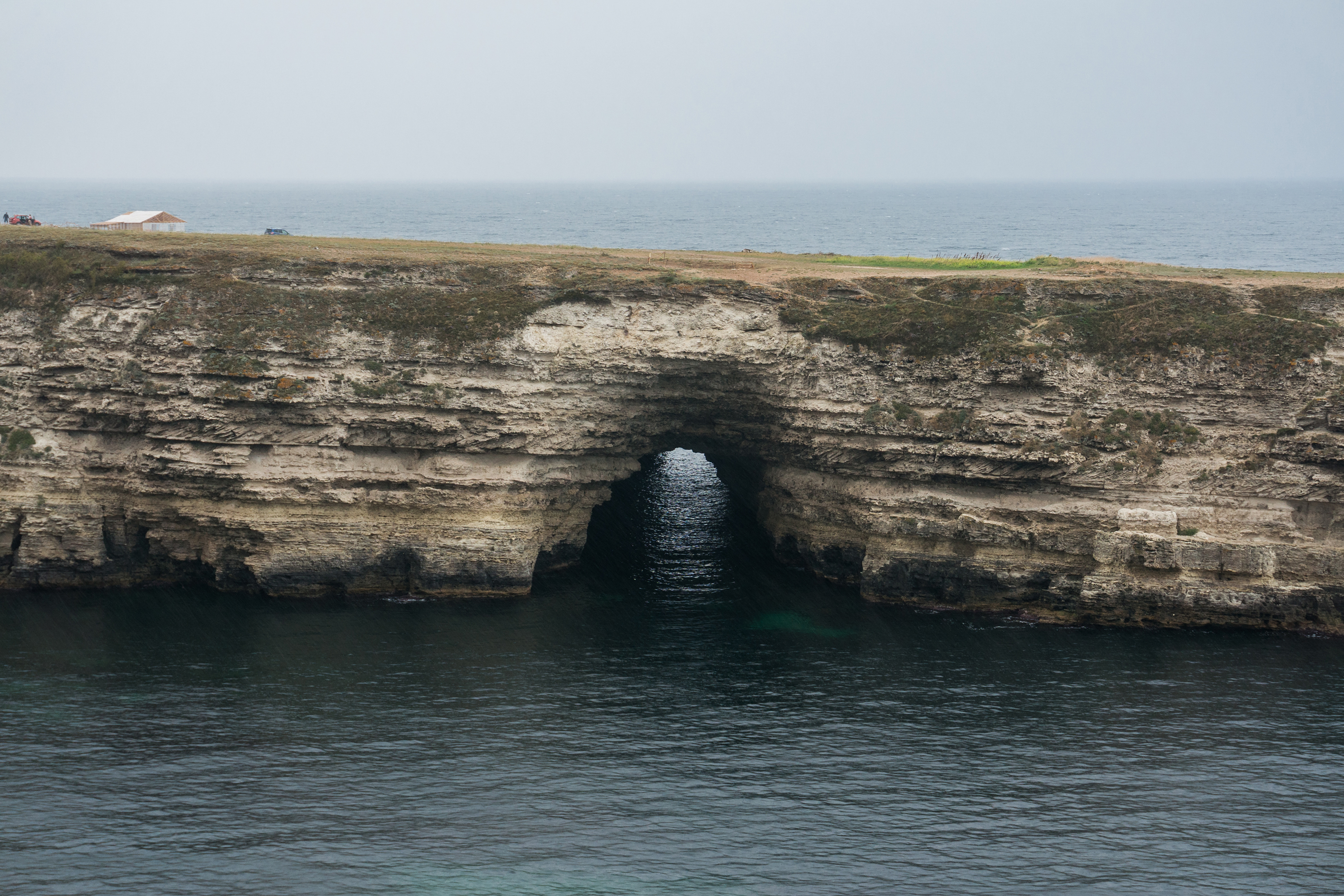
avec son arche,
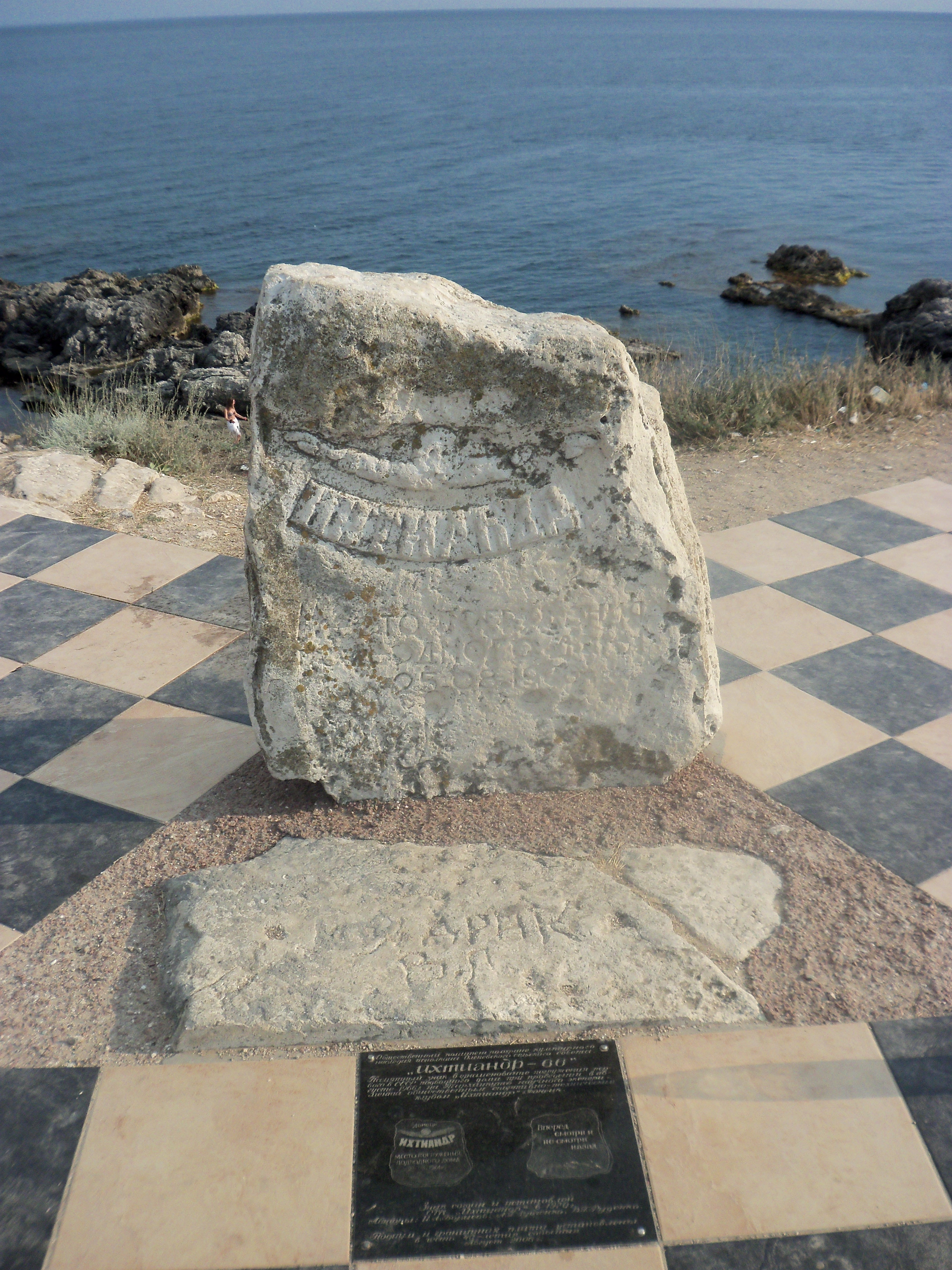
classé
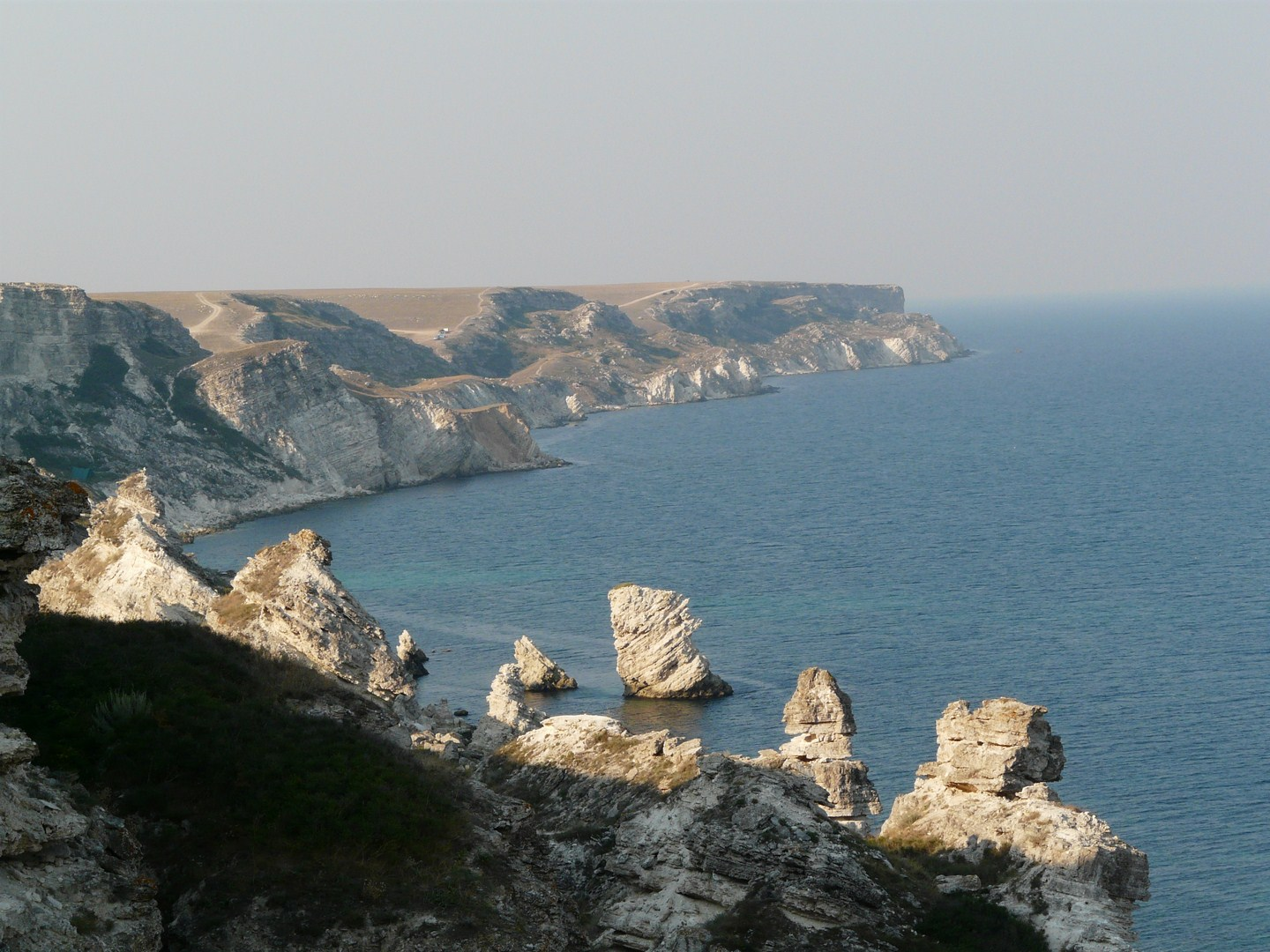
Djanhoul,
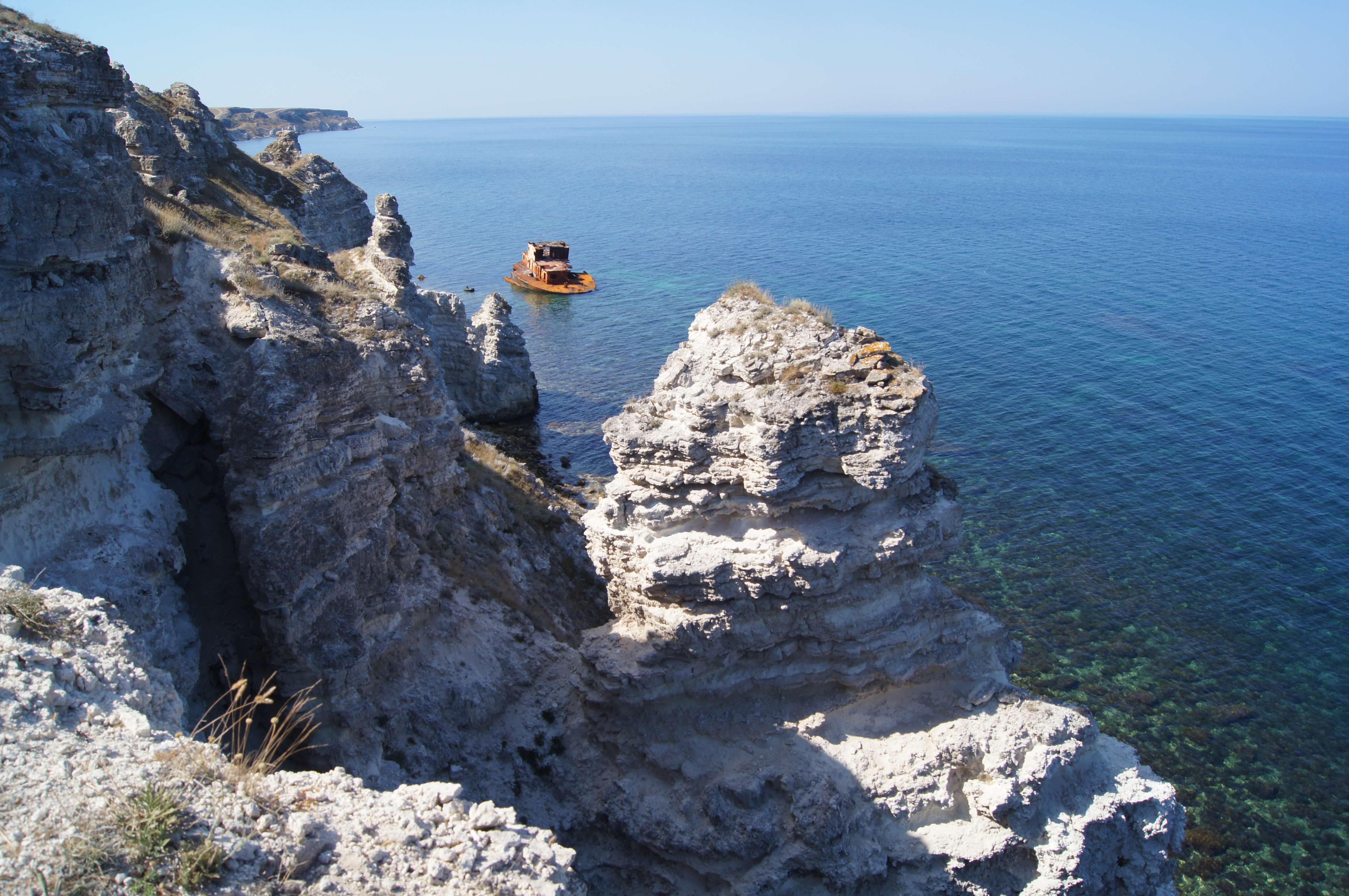
classé[3].